# 沈金鑑
沈 金鑑（しん きんかん）は中華民国の政治家。字は叔詹、叙詹。

## 事跡
光緒年間に武挙に及第し、以後、直隷海運局会弁、天津河防同知、天津保甲総弁、北洋巡警学堂総弁、奉天新民府知府、京師審判庭推事、安徽高等審判庁庁長を歴任した。1909年（宣統元年）、安徽提法使となる。
中華民国成立後は京師地方行政講習所所長に任命された。1914年（民国3年）3月、順天府尹に昇格し、同年10月、順天府が京兆府に改められると、そのまま沈金鑑が京兆尹となる。翌年9月、湖南巡按使に異動し、湖南都督湯薌銘につく。12月に袁世凱が皇帝に即位すると一等男に封じられた。
しかし、護国戦争で反袁独立が遅かった湯薌銘は省内の反発・蜂起を招き、1916年（民国5年）に下野に追い込まれた。沈金鑑もまたやはり下野させられている。1920年（民国9年）6月、浙江省省長に任ぜられ、1922年（民国11年）10月まで在任した。
1924年（民国13年）、病没。享年50。